# Parafia Świętych Apostołów Piotra i Pawła w Świętochłowicach
Parafia Świętych Apostołów Piotra i Pawła – katolicka parafia w Świętochłowicach, w dekanacie świętochłowickim, istniejąca od 26 lutego 1894 roku.

## Proboszczowie
- ks. Augustyn Henciński (1894 - 1910)
- ks. Wiktor Szołtysek (1910 - 1923)
- ks. Wiktor Otręba (1923 - 1948)
- ks. Jan Rzepka (1957 - 1964)
- ks. Ludwik Październiok (1972 - 1978)
- ks. Roman Bednarek (1978 - 1982)
- ks. Brunon Franelczyk (1982 - 2005)
- ks. Grzegorz Borg (2005 - 2021)
- ks. Adam Bajdoł (2021 - Nadal)

## Administratorzy
- ks. Jakub Mainda (1921 - 1923)
- ks. Jan Rzepka (1948 - 1957)
- ks. Franciszek Konieczny (1964 - 1972)

## Substytuty
- ks. Józef Gawor (1940 - 1941)
- ks. Edmund Łukaszek (1941 - 1945)